# Conrad Geyer

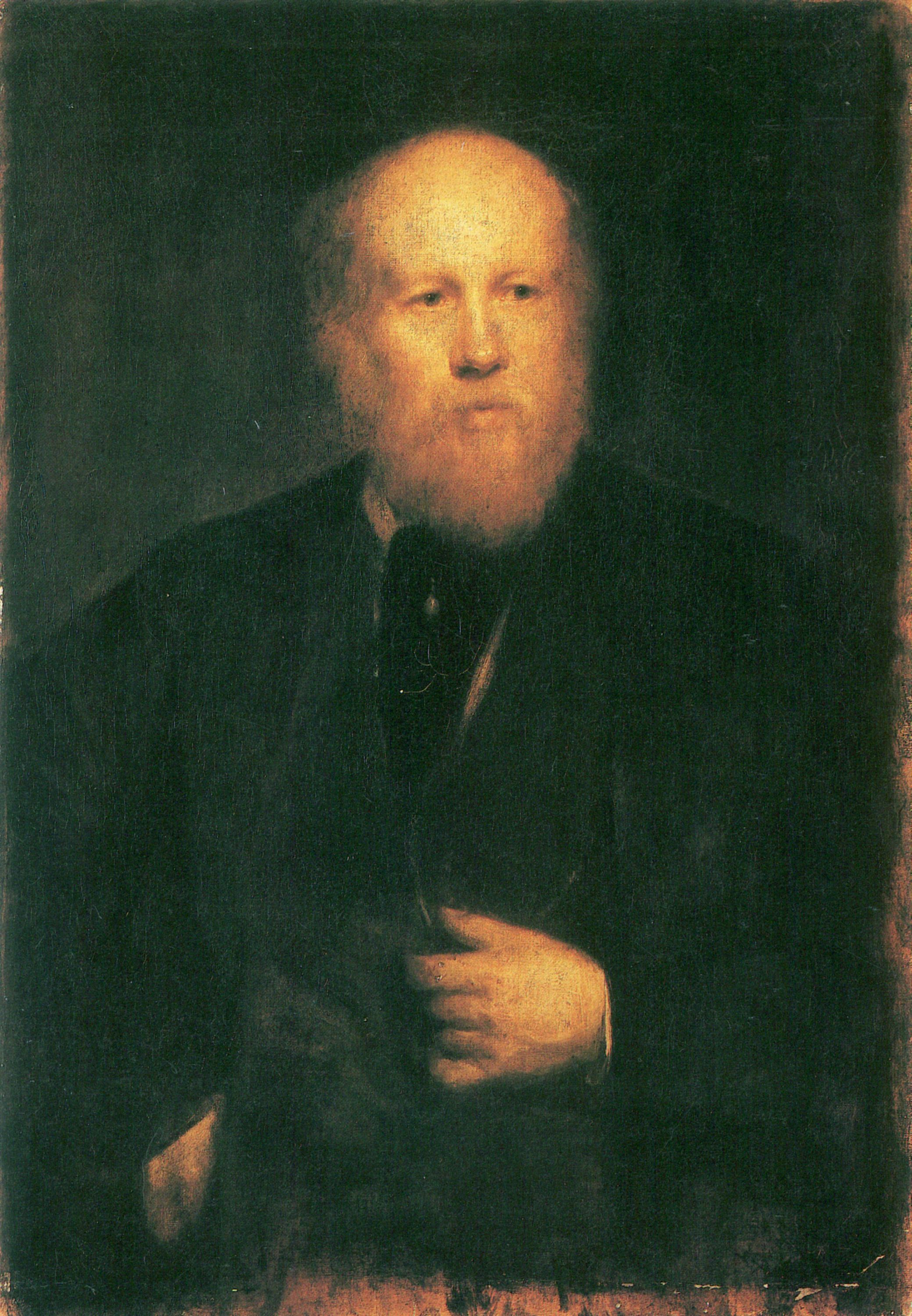
Franz von Lenbach: Conrad Geyer, 1859

Conrad Geyer (* 15. August 1816 in Nürnberg; † 4. November 1893 in München) war ein deutscher Künstler und Kupfer- und Stahlstecher.

## Leben
Conrad Geyer bildete sich anfangs unter dem Nürnberger Maler und Illustrator Peter Carl Geissler sowie unter Albert Christoph Reindel an der Gewerbeschule in Nürnberg, später in Leipzig unter Neher und Jäger. 1851 ließ sich Geyer in München nieder und schuf dort einen Großteil seiner Werke.

## Werke (unvollständig)

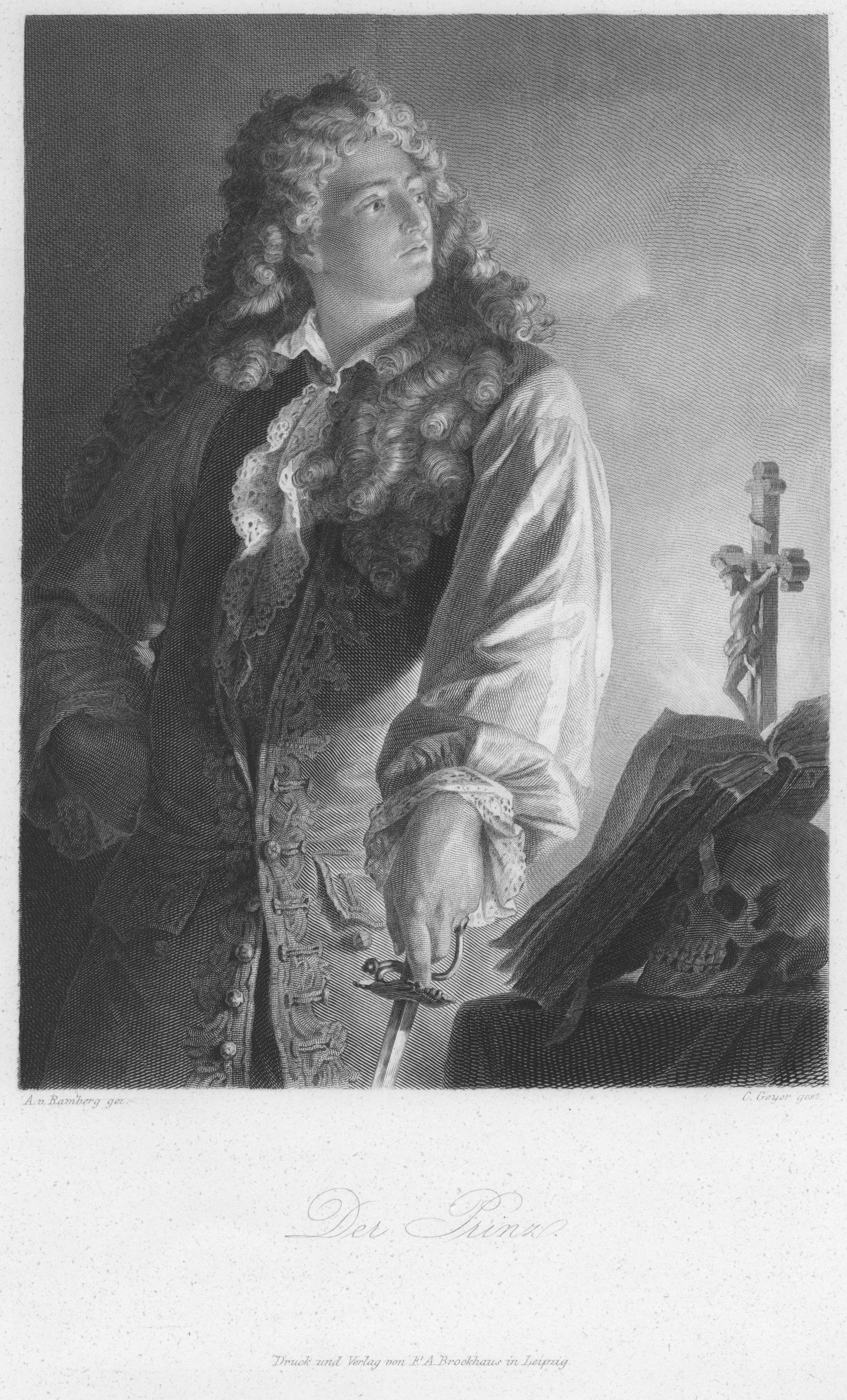
Der Prinz, aus: Der Geisterseher
nach A. v. Ramberg (Schiller-Galerie), um 1859

- um 1850: „Titel-Kupfer“ nach Ludwig Richter für Adelbert von Chamissos Gedichte. DNB 994472803
- für die Nürnberger Kunstvereinsblätter:[5]
  - Der Spaziergang, nach Arthur von Ramberg[5]
  - Mutterfreude nach Philipp von Foltz[5]
- außerdem: Begegnung am See nach Arthur von Ramberg, sowie
- Schwerer Entschluß, und Huldigung nach Robert Beyschlag[5]
- Stadt und Land nach Wilhelm Marc[5]
- Seb. Bach mit seiner Familie bei der Morgenandacht nach Toby Edward Rosenthal (Museum zu Leipzig)[5]
- um 1859: 10 Stahlstiche nach Zeichnungen von Friedrich Pecht und Arthur von Ramberg in der Schiller-Galerie[4]
- um 1864: Stahlstiche nach Zeichnungen von Pecht und Ramberg in der Goethe-Galerie[6]